# Piotr Reiss
Pour les articles homonymes, voir Reiss.
Piotr Reiss, né le 20 juin 1972 à Poznań, est un footballeur polonais. Il occupe le poste d'attaquant au Lech Poznań. Il a aussi joué avec l'équipe nationale.

## Carrière

### En club

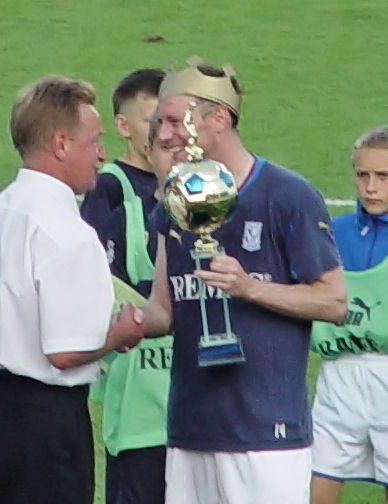
Avec le trophée du meilleur buteur.

Piotr Reiss a commencé sa carrière en 1990 au Lech Poznań, dans l'équipe réserve. En 1991, il part au Kotwica Kórnik pour trouver du temps de jeu, puis en 1993 à l'Amica Wronki. En 1994, il retourne au Lech Poznań. En quatre ans, il marque le club grâce à son talent et à sa détermination. Il dispute 146 matches, et inscrit 50 buts.
En 1999, il rejoint l'Allemagne et le Hertha Berlin. Après dix rencontres et un but, il est prêté pour une demi-saison au MSV Duisbourg. À Duisbourg, il s'exprime pleinement, et inscrit cinq buts en vingt-deux matches toutes compétitions confondues. Il revient alors à Berlin, mais n'arrive toujours pas à y trouver sa place. Il part ensuite au Greuther Fürth, mais est encore remplaçant.
En 2001, il revient dans son pays natal, et dans le club qui l'a révélé. À Poznań, il retrouve son meilleur niveau. Trois ans plus tard, il obtient le premier titre de sa carrière : la Coupe de Pologne. Lors de la même saison, il gagne la Supercoupe de Pologne.
Le 9 mai 2007, il intègre lors d'un match face au Widzew Łódź le Klub 100, parmi les joueurs ayant totalisé tout au long de leur carrière cent buts ou plus dans le championnat de Pologne. Le 13 avril 2008, contre le Legia Varsovie, il joue son 300e match en championnat, et rentre dans le Klub 300. Le 16 avril 2008, alors qu'il a 35 ans, il prolonge son contrat jusqu'au 30 juin 2009.
Le 2 février 2009, il est accusé de corruption, et passe 48 heures en garde à vue. Écarté par l'entraîneur, il ne joue plus jusqu'à la fin de la saison, et part donc à l'été 2009 au Warta Poznań.

### Avec l'équipe nationale
Piotr Reiss a commencé sa carrière internationale face à la Slovaquie le 10 novembre 1998, match durant lequel il a inscrit le premier but de la partie (victoire finale 3-1). En deux ans, il dispute trois autres matches, face à Malte, la France et la Hongrie. C'est d'ailleurs face à cette dernière équipe qui s'achève sa carrière internationale, le 29 mars 2000.

### Palmarès
- Vainqueur de la Coupe de Pologne : 2004, 2009
- Vainqueur de la Supercoupe de Pologne : 2004
- Meilleur buteur du Championnat de Pologne : 2007, 15 buts